# Syndromodes invenusta
Syndromodes invenusta är en fjärilsart som beskrevs av Hans Daniel Johan Wallengren 1863. Syndromodes invenusta ingår i släktet Syndromodes och familjen mätare. Inga underarter finns listade i Catalogue of Life.

## Bildgalleri

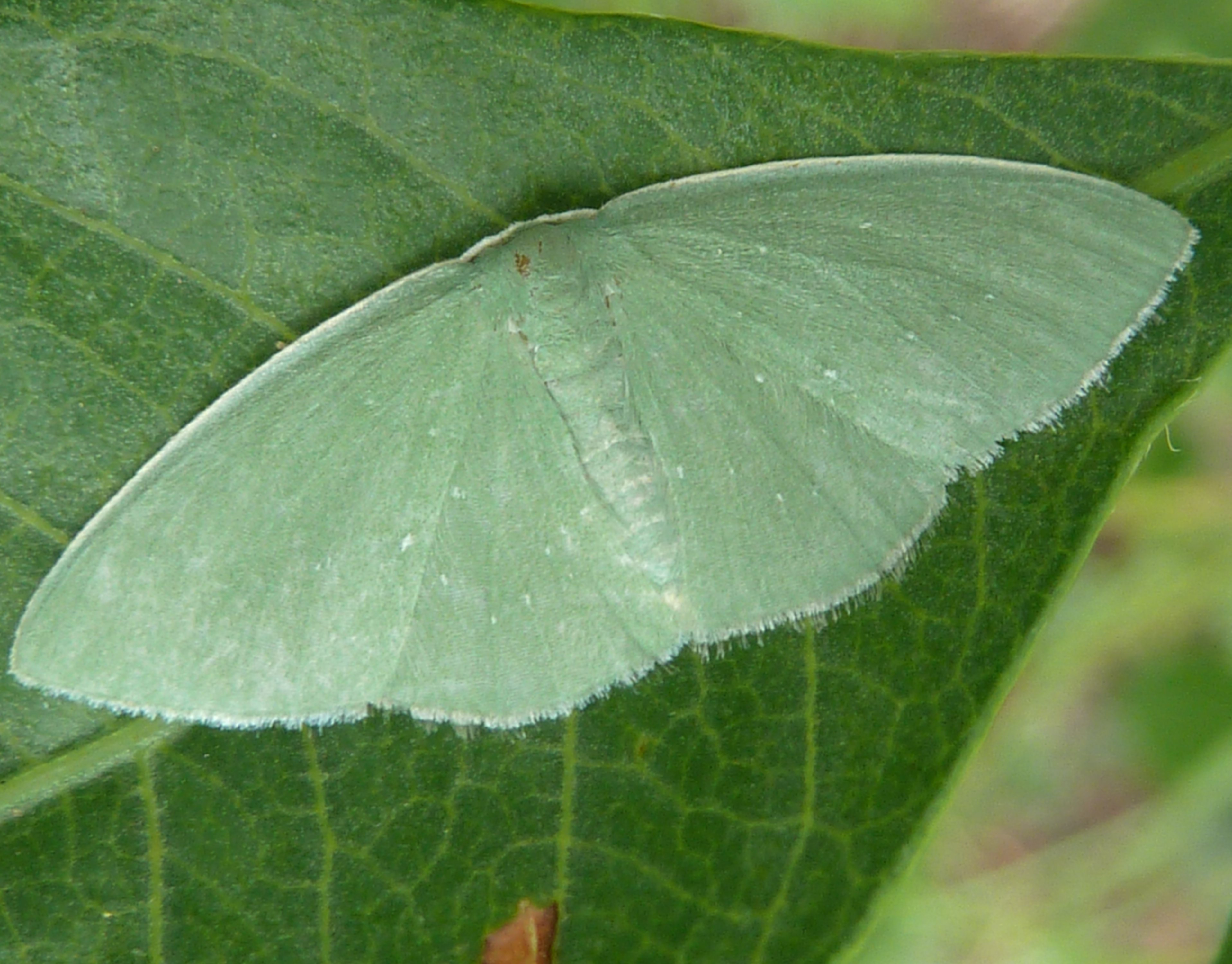